# Dianra
Dianra – miasto w Wybrzeżu Kości Słoniowej, w dystrykcie Woroba, w regionie Béré, w departamencie Dianra.